# Сивоглава летяща лисица
Сивоглавата летяща лисица (Pteropus poliocephalus) е вид бозайник от семейство Плодоядни прилепи (Pteropodidae). Видът е световно застрашен, със статут Уязвим.

## Разпространение и местообитание
Разпространен е в Австралия.